# Conchita Wurst
Conchita Wurst – austriacka drag queen i zwyciężczyni 59. Konkursu Piosenki Eurowizji (2014), w rolę której wciela się Thomas Neuwirth (ur. 6 listopada 1988 w Gmunden), piosenkarz wykonujący muzykę pop, jazzową, soulową, R&B i elektroniczną, aktywista społeczny i działacz na rzecz społeczności LGBT. Jak zaznacza w wywiadach, kiedy występuje jako Conchita Wurst, posługuje się żeńską formą czasowników, natomiast prywatnie używa męskiej formy. Nie jest też, wbrew niektórym opiniom, transkobietą.

## Życiorys
Thomas Neuwirth urodził się 6 listopada 1988 w Gmunden jako syn Siegfrieda i Helgi Neuwirthów. Ma brata Andreasa. Wychowywał się i dorastał na terenach wiejskich Styrii. W wieku 14 lat wyjechał do Grazu, gdzie do 2011 studiował modę na Graz School of Fashion. Po zakończeniu edukacji przeprowadził się do Wiednia.

## Kariera
W 2006 wziął udział w trzeciej edycji talent show ORF Starmania. Zakwalifikował się do odcinków na żywo, a 26 stycznia 2007 wystąpił w odcinku finałowym programu i zajął drugie miejsce, przegrywając z Nadine Beiler. Również w 2007 był współzałożycielem boys bandu Jetzt Anders!, którego był jednym z wokalistów. Zespół istniał od lutego do listopada 2007.

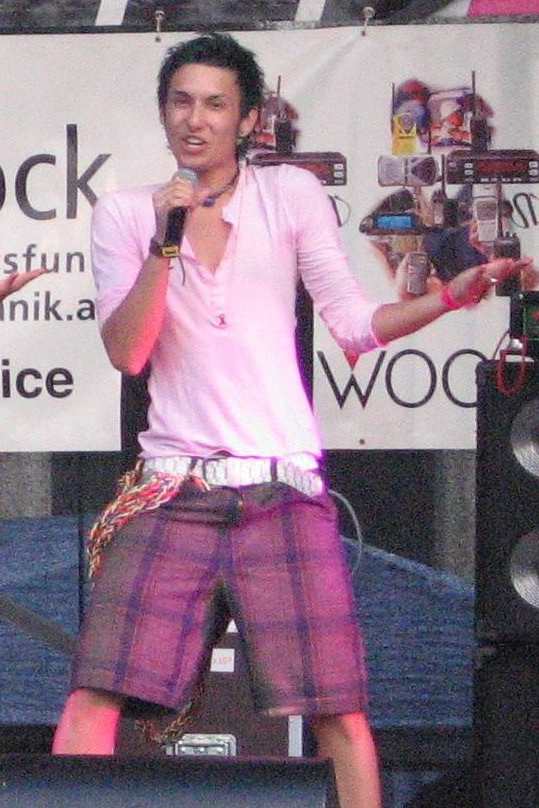
Neuwirth (2007)

W 2011 stworzył sceniczne alter ego, które nazwał Conchita Wurst. Z nowym wizerunkiem, przedstawiającym kobietę z brodą, zadebiutował publicznie udziałem w pierwszej edycji talent show Die große Chance. Po wygraniu pierwszego odcinka półfinałowego Wurst awansowała do finału, w którym zajęła szóste miejsce, zdobywając 7,91% głosów telewidzów. W listopadzie wydała debiutancki singel, „Unbreakable”, który dotarł do 32. miejsca na liście Ö3 Austria Top 40. Pod koniec 2011 zgłosiła się z utworem „That’s What I Am” do programu Österreich rockt den Song Contest, będącego krajowymi eliminacjami do 57. Konkursu Piosenki Eurowizji. 24 lutego 2012 wystąpiła w finale selekcji i zajęła drugie miejsce, przegrywając z duetem Trackshittaz. Z konkursowym singlem dotarła do 12. miejsca listy przebojów w Austrii. Po występie w selekcjach wzięła udział w dwóch programach telewizyjnych: The hardest jobs of Austria, w którym musiała podjąć się pracy w przetwórni ryb, oraz w reality show telewizji RTL Wild Girls, w którym wraz z grupą kandydatek trafiła do rdzennych plemion w Namibii.

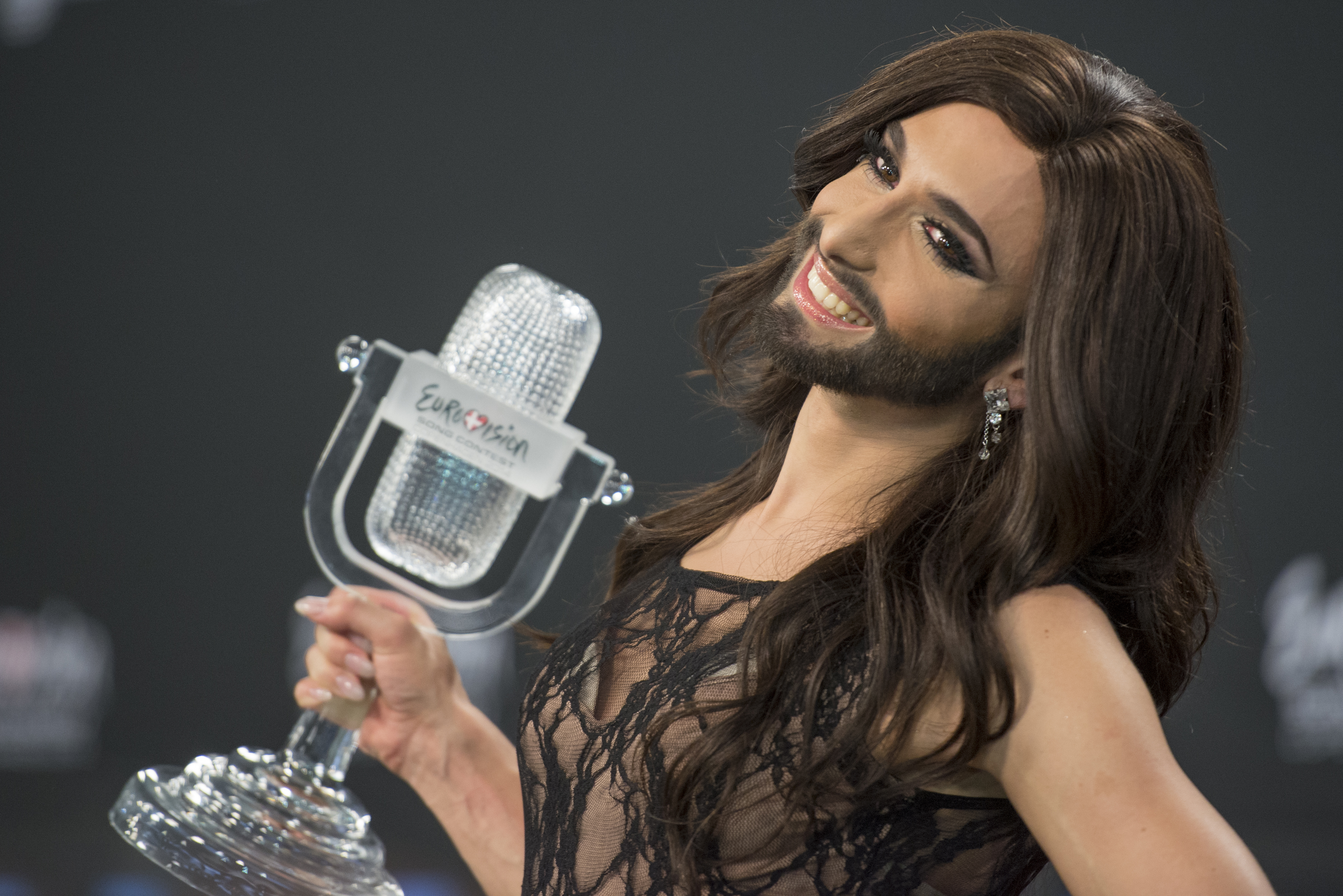
Wurst ze statuetką zwycięzcy 59. Konkursu Piosenki Eurowizji

We wrześniu 2013 Wurst została ogłoszona wybraną wewnętrznie reprezentantką Austrii podczas 59. Konkursu Piosenki Eurowizji w 2014. Zapewniła, że występ będzie przygotowany profesjonalnie i zostanie zachowany w dobrym guście. Konkursowy utwór „Rise Like a Phoenix” miał zostać zaprezentowany 7 marca, jednak jego premiera odbyła się 18 marca. 8 maja wystąpiła z szóstym numerem startowym w drugim półfinale konkursu i zakwalifikowała się do sobotniego finału, który odbył się 10 maja. Wystąpiła w nim jako jedenasta w kolejności i wygrała, zdobywając łącznie 290 punktów od telewidzów i jurorów. Podczas odbierania statuetki zwycięstwa oznajmiła: Jesteśmy jednością, jesteśmy nie do powstrzymania, co – jak później wytłumaczyła – skierowane było do polityków, którzy sprzeciwiają się społeczności LGBT, wprowadzając prawa ograniczające wolność mniejszościom seksualnym (m.in. w Rosji). Wygraną skomentowała słowami: To nie tylko wygrana dla mnie, ale także dla tych wszystkich, którzy wierzą w przyszłość bez objawów dyskryminacji; w przyszłość, która będzie opierała się na tolerancji i szacunku do drugiego człowieka. Po zwycięstwie w konkursie gościła na paradach równości w Londynie, Dublinie, Manchesterze, Amsterdamie, Madrycie, Innsbrucku i Sztokholmie. W lipcu zamknęła pokaz mody haute couture Jeana-Paula Gaultiera. W październiku wystąpiła przed siedzibą Parlamentu Europejskiego oraz na Esplanadzie Solidarności przed Parlamentem, gdzie zaśpiewała m.in. utwór „Rise Like a Phoenix” oraz cover przeboju Cher „Believe”. Na początku listopada na zaproszenie Ban Ki-moona gościła w siedzibie Organizacji Narodów Zjednoczonych.

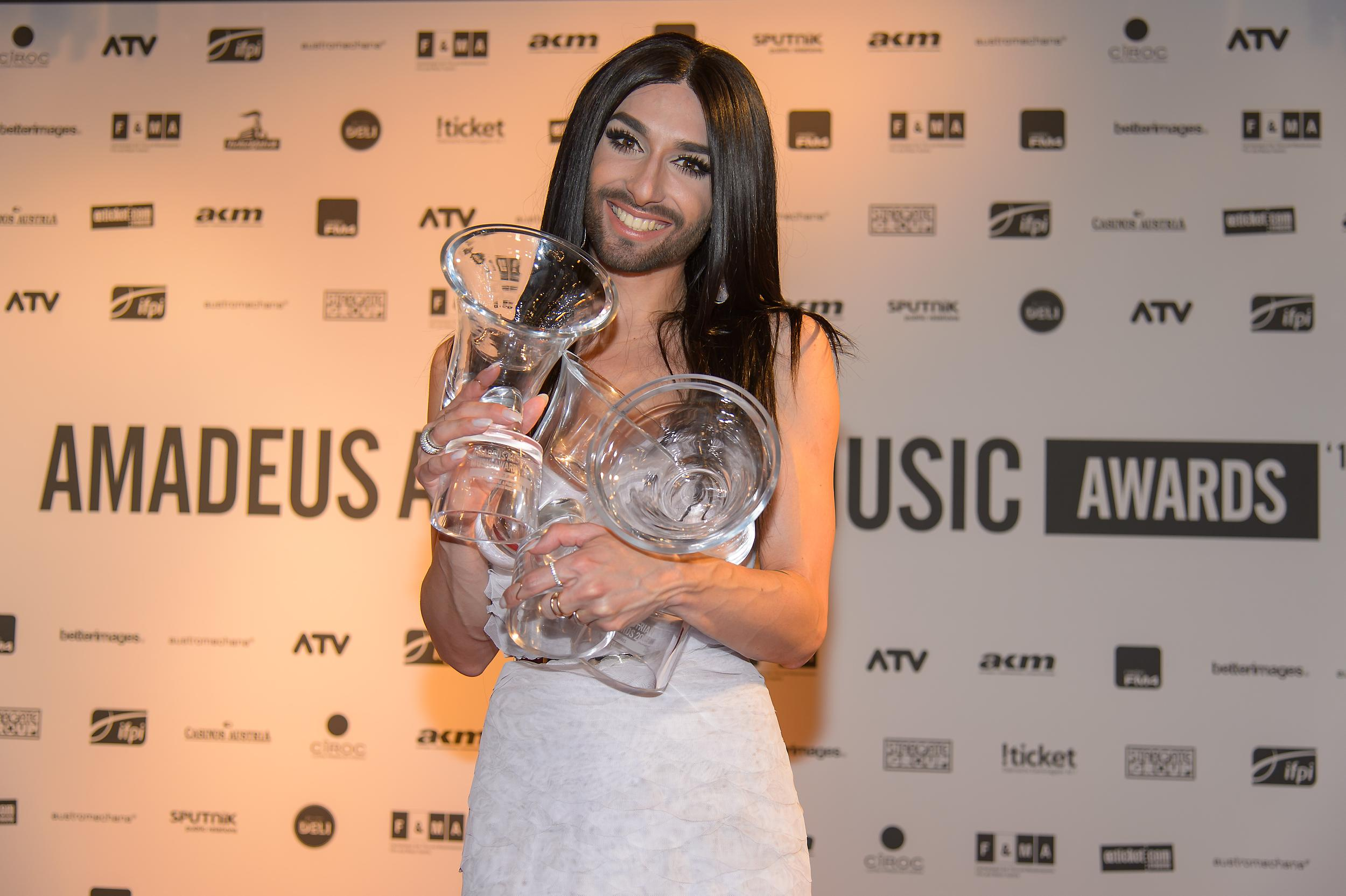
Wurst na gali wręczenia Austriackich Nagród Muzycznych „Amadeusz” (2015)

Od stycznia do marca 2015 występowała gościnnie podczas finałów eurowizyjnych eliminacji w: Szwajcarii (Die Große Entscheidungsshow), Niemczech (Unser Song für Österreich), Szwecji (Melodifestivalen) i Austrii (Wer singt für Österreich?) oraz w finale Festiwalu Piosenki Włoskiej w San Remo. W marcu wydała książkę autobiograficzną pt. „Ich, Conchita”, która w maju ukazała się w wersji anglojęzycznej („Being Conchita”). 29 marca odebrała trzy statuetki Amadeusza podczas ceremonii wręczania Austriackich Nagród Muzycznych w za wygraną w kategoriach: Artysta roku, Teledysk roku (za klip do „Heroes”) i Piosenka roku (za „Rise Like a Phoenix”). Dwa dni później wystąpiła z piosenką „Rise Like a Phoenix” jako gość muzyczny podczas koncertu jubileuszowego Eurovision Song Contest’s Greatest Hits przygotowanego przez brytyjską telewizję BBC z okazji 60-lecia istnienia Konkursu Piosenki Eurowizji. W maju odsłoniła swoją figurę woskową w wiedeńskim Muzeum Figur Woskowych Madame Tussaud oraz współprowadziła 60. Konkurs Piosenki Eurowizji w Wiedniu jako gospodyni kulis; zaśpiewała także jako gość muzyczny Eurowizji: na otwarcie pierwszego półfinału wykonała utwór „Rise Like a Phoenix”, a w finale – hymn konkursu „Building Bridges” z prowadzącymi i chórem oraz piosenkę „You Are Unstoppable” i singiel „Firestorm”. 15 maja wydała debiutancki album studyjny, zatytułowany po prostu Conchita. Umieściła na nim 12 utworów, w tym m.in. single „Rise Like a Phoenix”, „Heroes” i „You Are Unstoppable”. Album dotarł do pierwszego miejsca na liście Ö3 Austria Top 40 oraz uzyskał status platynowej płyty w Austrii. 27 czerwca wystąpiła podczas koncertu Sabat Czarownic w Kielcach, gdzie wykonała utwory „Rise Like a Phoenix”, „River Deep – Mountain High” i „You Are Unstoppable”. W listopadzie wzięła udział w Feast Fest, corocznej imprezie społeczności LGBT odbywającej się w Adelaide.
W 2017 prowadziła program It Takes Two emitowany w RTL. W grudniu tego samego roku wraz z Iną Regen wydała singel „Heast as net”. W październiku 2018 wydała drugi album studyjny pt. From Vienna with Love, na którym zamieściła 12 piosenek nagranych wraz z Wiedeńską Orkiestrą Symfoniczną, w tym m.in. covery przebojów „Writing’s on the Wall”, „(Where Do I Begin?) Love Story” i „All by Myself”, a także piosenkę „Rise Like a Phoenix”. W wywiadzie udzielonemu serwisowi Plejada.pl zapowiedziała wyruszenie w europejską trasę koncertową, którą odbyła od 1 marca do 19 października 2019.
W 2019 ogłosiła zmianę wizerunku i stylu muzycznego. Nowy projekt zapowiedziała utrzymanymi w stylistyce muzyki elektronicznej singlami: „Trash All the Glam”, „Hit Me” i „See Me Now”, które znalazły się albumie pt. Truth Over Magnitude, wydanym 25 października 2019. W 2020 wydała nagrany z gościnnym udziałem Lou Asril singel „Lovemachine”, a także nagrany w duecie z Ricky Merino singel „Smalltown Boy”. W 2021 opublikowała kolejne single: „Malebu” oraz „Bodymorphia”, a w 2022 single „All I Wanna Do”, „Ich weiß, was ich will”, „Car (Idhlargt)”, „Paris (Savoir-Vivre)”, „Erstmal Pause” oraz „All That I Wanted”.

## Wizerunek

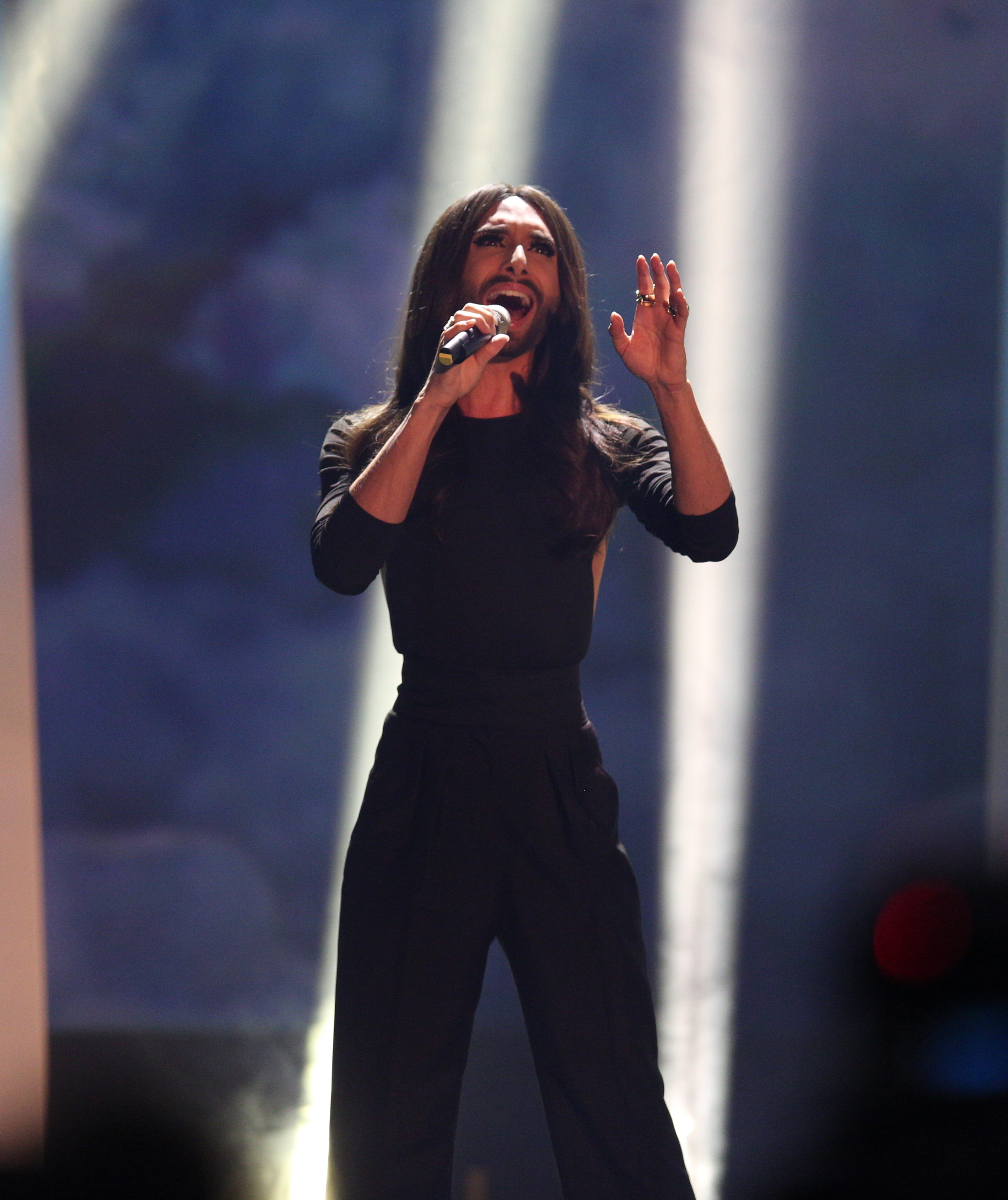
Wurst w talk-show Wetten, dass..? (2014)

Thomas Neuwirth stworzył postać Conchity Wurst w 2011 podczas górskiej wycieczki do Kolumbii. Wykreował alter ego, by zwrócić uwagę na problem dyskryminacji oraz braku tolerancji i akceptacji, których sam doznał. Imię drag queen zaczerpnął od imienia swojej kubańskiej koleżanki, a nazwisko (w języku niemieckim oznaczające dosł. kiełbasę) – z niemieckiego powiedzenia Das ist mir doch alles Wurst (pol. To wciąż to samo, to nieistotne). Tworząc wizerunek kobiety z brodą chciał udowodnić, że „można osiągnąć wszystko bez względu na wygląd”. Swoją działalność porównuje do używania przez amerykańską wokalistkę Beyoncé jej alter ego Sashy Fierce czy prezentowania się w kontrowersyjnych strojach przez Lady Gagę, co ma służyć oddzielaniu życia prywatnego od występów scenicznych. Według historii stworzonej przez Neuwirtha artystka wyszła za mąż za tancerza burleski Jacques’a Patriaque'a, prywatnie przyjaciela wokalisty.

To moja własna prawda. [Broda] sprawia, że na scenie czuję się komfortowo. Kocham się, a kobieta z brodą jest zabawna i wyraża wszystko, co czuję.

Po wygranej w konkursie Wurst została okrzyknięta „ikoną środowiska LGBT w Europie”. Jej wizerunek został wykorzystany na wiedeńskich tablicach turystycznych, co miało zachęcić m.in. homoseksualnych turystów do odwiedzania miasta. Brytyjski tygodnik The Week stwierdził, że drag queen została „poważną oznaką nadziei” dla ludzi ze środowiska LGBT żyjących w cieniu „oficjalnie usankcjonowanej nietolerancji” w niektórych krajach. Brytyjski aktywista Paris Lees wyznał, że postać Wurst inspiruje „miliony ludzi i stoi w obronie każdego, kto kiedykolwiek czuł się zawstydzony lub zlękniony z powodu bycia innym”.
Postać Wurst stała się tematem sztuki francuskiego artysty ulicznego, Surianiego, który umieścił wizerunek Conchity na kilku paryskich ulicach. Wizerunek Conchity stał się także inspiracją dla amerykańskiej drag queen RuPaul, która przygotowała specjalny odcinek swojego show RuPaul’s Drag Race prezentujący modelki z brodami.
W 2014 fraza „Conchita Wurst” była jednym z najczęściej wyszukiwanych haseł w Internecie w międzynarodowym podsumowaniu wyszukiwarki Google.
W kwietniu 2018 Neuwirth ujawnił w mediach społecznościowych, że jest nosicielem wirusa HIV.

### Krytyka

#### Przed zwycięstwem w konkursie

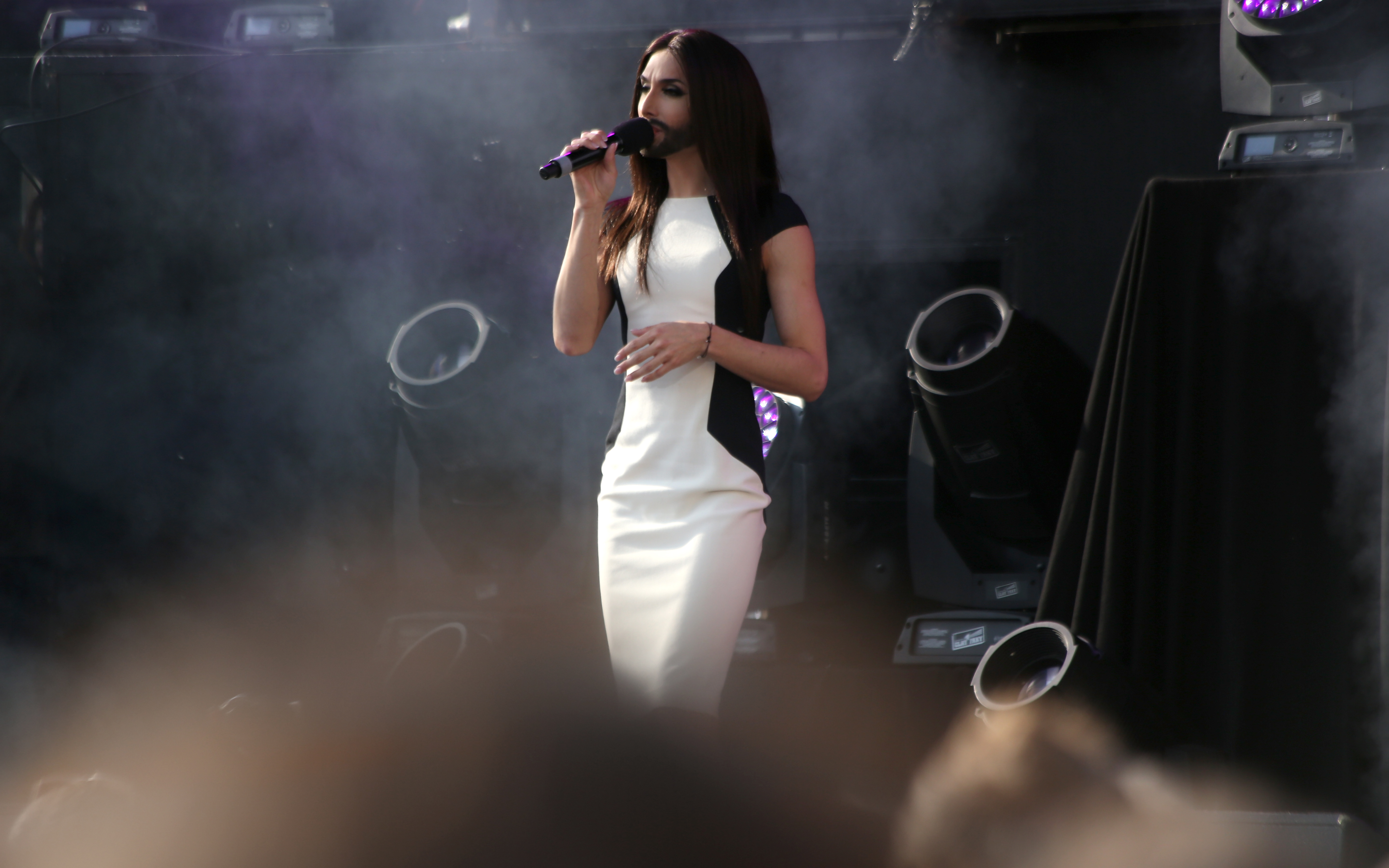
Wurst podczas koncertu na Ballhausplatz, 2014

Tuż po ogłoszeniu przez austriackiego nadawcę Conchity Wurst jako reprezentantki kraju w 59. Konkursie Piosenki Eurowizji część fanów konkursu, głównie z grup konserwatywnych z krajów Europy Wschodniej (zwłaszcza Armenii, Białorusi i Rosji) wysłała petycję, w której domagała się wycofania Conchity z konkursu. W tym samym czasie na Facebooku powstał specjalny fan page NIE dla Conchity Wurst w Konkursie Piosenki Eurowizji, który polubiło wówczas ponad 31 tys. osób. Do Białoruskiego Ministerstwa Informacji, sprawującego kontrolę nad państwową telewizją BTRC, złożona została petycja o zakaz emisji występu wokalisty podczas transmisji koncertu półfinałowego, zachęcano także do bojkotu imprezy. Ministerstwo nie zareagowało na petycję, a sam wniosek podpisało niewiele ponad 2300 osób. Podobne pismo zostało wystosowane w Rosji, petycja podpisana przez ok. 400 osób opisywała wówczas konkurs jako „siedlisko sodomii o wszczęciu liberałów europejskich”. Rosyjski polityk partii konserwatywnej, Witalij Milonow, nawoływał do bojkotu konkursu, opisując występ Wurst jako „rażącą propagandę homoseksualizmu i upadku duchowego”, a samą postać nazywając „zboczeńcem z Austrii”. Jakiekolwiek próby manipulacji transmisją byłyby potępione przez państwa uczestniczące, a organizująca konkurs Europejska Unia Nadawców (EBU) nałożyłaby wówczas karę na nadawców.
Wizerunek wokalisty skrytykował w żartach także Aram Mp3, reprezentant Armenii podczas Konkursu Piosenki Eurowizji. Piosenkarz uznał sposób życia Neuwirtha za „nienaturalny” i zasugerował mu zdecydowanie się, czy chce być mężczyzną, czy kobietą. W odpowiedzi Wurst stwierdziła: Nie chcę być kobietą. W pracy jestem królową, a w domu rozleniwionym chłopakiem.

#### Po zwycięstwie w konkursie

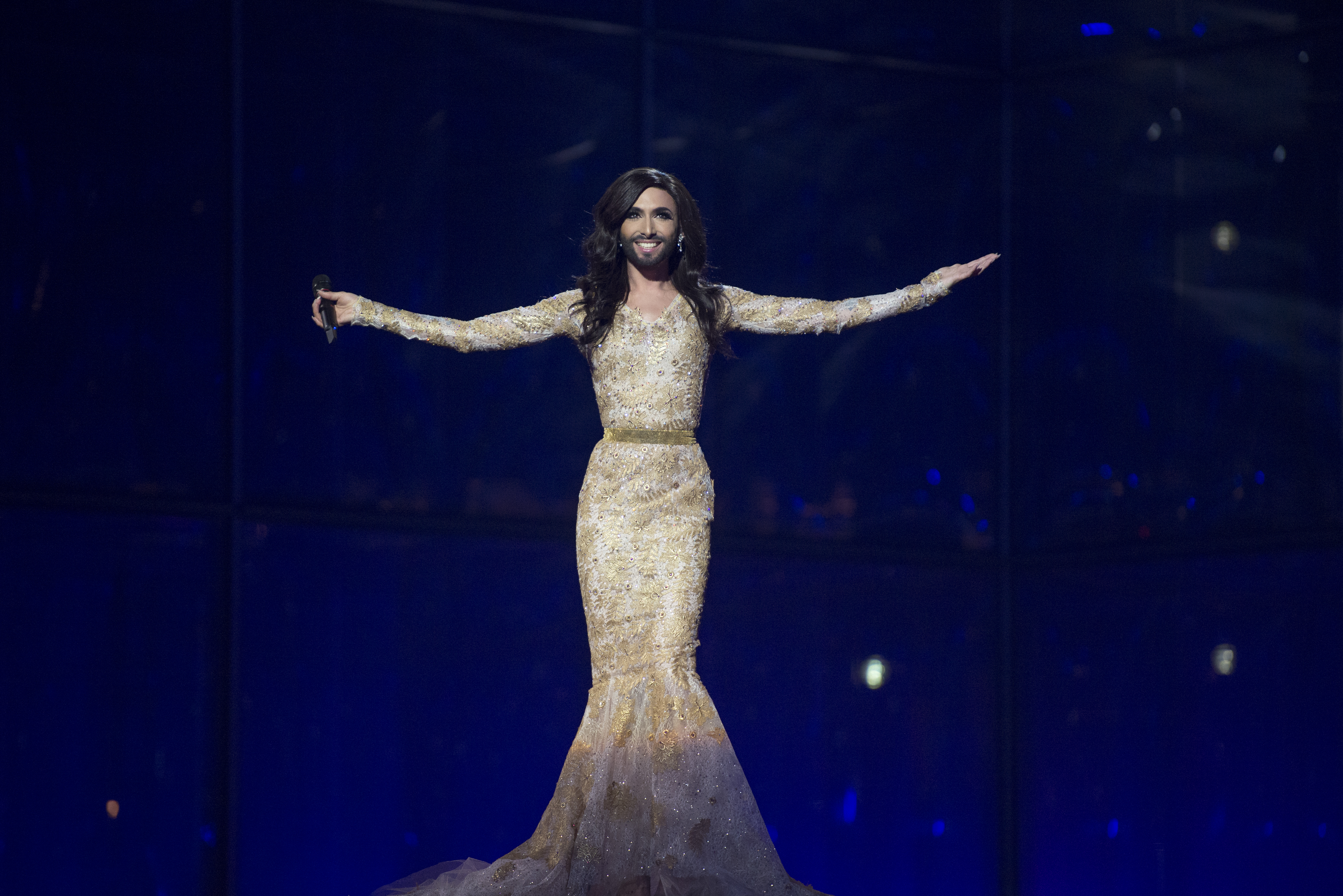
Wurst podczas 59. Konkursu Piosenki Eurowizji (2014)

Zwierzchnik Serbskiego Kościoła Prawosławnego, patriarcha Ireneusz, stwierdził, że powódź na Bałkanach w 2014 została zesłana przez Boga jako kara za postępowanie osób homoseksualnych, biseksualnych i transseksualnych, a zwycięstwo Wurst na Eurowizji było jedną z jej przyczyn. Rosyjski ultranacjonalistyczny polityk Władimir Żyrinowski określił wygraną Wurst „końcem Europy”. Włodarze Moskwy zakazały przeprowadzenia na terenie miasta Marszu Brodatych Kobiet i Mężczyzn, który miał być zorganizowany 27 maja przez aktywistów LGBT, tłumacząc decyzję „zachowaniem szacunku moralnego w edukacji młodego społeczeństwa” oraz chęcią zapobiegnięcia konfliktu między maszerującymi a homofobistycznymi demonstrantami. W mediach ruszyła akcja zachęcająca mężczyzn do zgolenia brody w proteście przeciwko zwycięstwu Conchity; zaangażowali się w nią m.in.: prezenter telewizyjny Andriej Małachow i raper ST. Negatywne opinie o Wurst wyrazili również inni wykonawcy muzyczni z Rosji, w tym m.in. Aleksandr Nowikow, Szura, Wład Sokołowski, Dominik Dżokier, Nikołaj Timofiejew i Lolita Milawska, a krytycy muzyczni Artiemij Troicki i Michaił Margolis uznali zwycięstwo drag queen za „dość naturalne, biorąc pod uwagę fakt, że konkurs Eurowizji od dawna (...) jest szczególnie lubiany w środowisku gejowskim”. Wizerunek drag queen stał się też motywem utworu „Boroda” nagranego przez raperów Doniego i Timatiego.

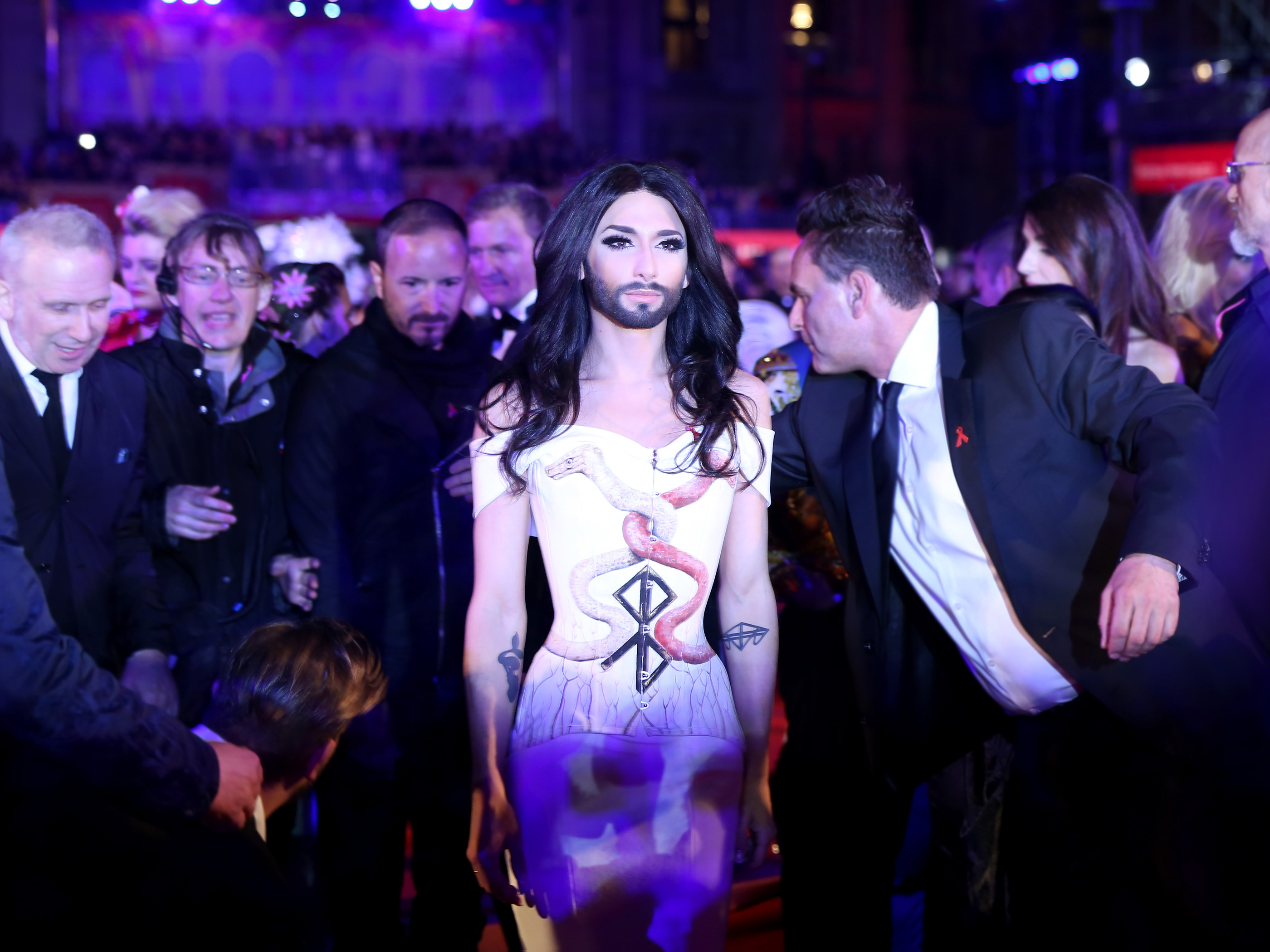
Wurst na gali Life Ball 2014

Wizerunek Conchity Wurst wzbudził kontrowersje również w polskich mediach i wśród prawicowych polityków. Katolicki publicysta Tomasz Terlikowski stwierdził, że „śpiew nie ma znaczenia, liczy się tylko pokazanie, że normalność, męskość i kobiecość nie istnieją, i że każda patologia może liczyć na wygraną w każdym konkursie, jeśli tylko będzie przedstawiać się jako uciemiężona mniejszość, albo odmieniec”. Według o. Tadeusza Rydzyka wygrana Wurst była „śmieszną, a zarazem tragiczną nienormalnością”. Beata Kempa określiła występ drag queen jako „nienormalny i obrzydliwy”, a Jacek Kurski w trakcie audycji 7. Dzień Tygodnia w Radiu Zet wyznał: Mamy do czynienia z agresją kulturową, dopychaniem kolanem modelu społecznego wyboru płci. To nie jest smaczne, że się facet wybierze w sukienkę, a potem sobie brodę przyklei. Marzena Wróbel uznała występ „za ekspansję ideologii gender, co wiąże się z zagrożeniem tożsamości płciowej u młodych ludzi”. Podobnego zdania był ks. Dariusz Oko, który ocenił prezentację za „propagowanie genderyzmu i relatywizowanie tożsamości płciowej”. Polski bokser oraz kandydat do Parlamentu Europejskiego z ramienia Solidarnej Polski w 2014 Tomasz Adamek uznał wynik finału za promocję „brodatego dziwoląga z Austrii”. Krytycznie ocenił ją także Adam Hofman. Według Jarosława Kaczyńskiego wygrana Conchity jest „dowodem na upadek współczesnej Europy”.
Po ogłoszeniu planów zaproszenia Conchity Wurst do Kielc na koncert Sabat Czarownic pojawiły się negatywne głosy ze strony członków polskich partii konserwatywnych. Kielecki radny Bogdan Latosiński z ramienia Prawa i Sprawiedliwości zagroził protestem podczas sesji sejmiku województwa świętokrzyskiego. W obronie organizatora stanął m.in. Zenon Janus z zarządu Regionalnej Organizacji Turystycznej Województwa Świętokrzyskiego.

### Odpowiedź na krytykę
Odpowiadając na krytykę przez polityków wizerunku Conchity Wurst oraz jej występu w Konkursie Piosenki Eurowizji, stwierdziła: Dla mnie to największy komplement, kiedy wysocy rangą politycy używają mojego imienia, by wyrazić swój gniew. Równocześnie wyraziła niezadowolenie, mówiąc: Dla mnie idealny świat to taki, w którym nie musimy rozmawiać o naszej seksualności, o tym, skąd jesteśmy, w co wierzymy. Czy to najgorsze rzeczy według polityków?.
Brytyjski dziennik „Daily Mail” napisał, że Wurst dzięki wygranej w finale Eurowizji stała się „międzynarodową supergwiazdą”.

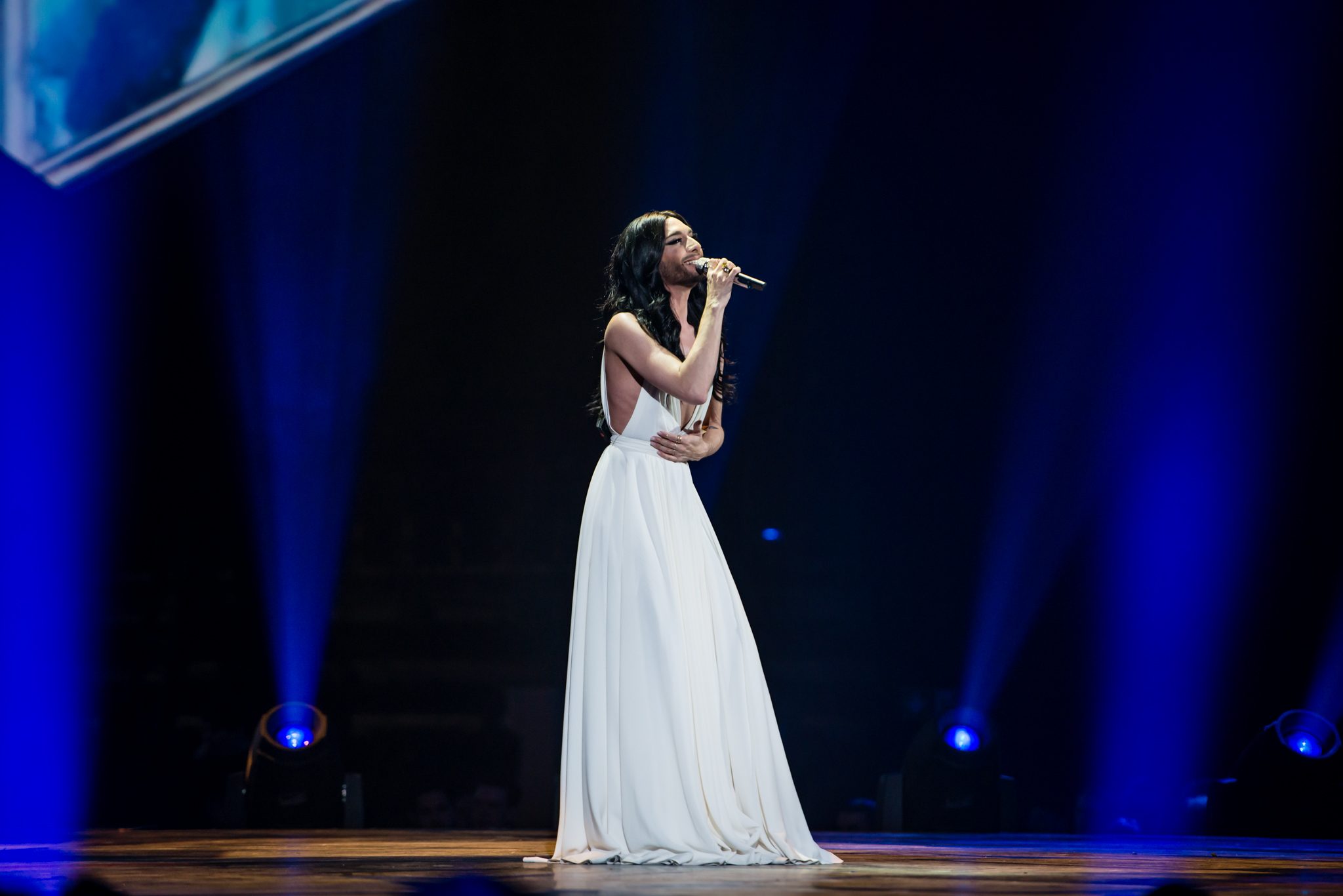
Wurst w programie Unser Song für Österreich (2015)

Kardynał Kościoła rzymskokatolickiego w Austrii, Christoph Schönborn, uznał cel działania Wurst za „bardzo prawdziwy i ważny temat”, wzywając do szacunku. Nie zauważył jednak różnic między postacią drag queen a osobą transseksualną, sugerując, że Neuwirth nie czuje się dobrze we własnym ciele („wszyscy ludzie, także ci, którzy nie czują się dobrze we własnym ciele, zasługują na szacunek”). Przyznał też, że „modli się za Toma o jego walkę o życie”, stosując się do nauk Kościoła mówiących o „homoseksualizmie jako grzechu”.
Brytyjski dziennikarz oraz komentator Konkursu Piosenki Eurowizji Graham Norton skomentował społeczno-polityczne zainteresowanie wizerunkiem Wurst słowami: wygląda na to, że Eurowizja zrobiła coś, co ma jakieś znaczenie. Jedna z lokalnych rozgłośni radiowych świętowała triumf reprezentanta, odtwarzając zwycięski utwór „Rise Like a Phoenix” 48 razy z rzędu przez ponad cztery godziny.
Do grona sojuszników Wurst dołączyli artyści odnoszący międzynarodowe sukcesy w branży muzycznej, m.in.: Cher, Elton John, Lady Gaga, Robbie Williams, a także rosyjscy muzycy: Leonid Agutin, Filipp Kirkorow, Anna Netrebko, Siergiej Łazariew, Anfisa Czechowa, Boris Barabanow i Buranowskije Babuszki, wybrani uczestnicy Eurowizji 2014: Aram Mp3, Ruth Lorenzo i Marija Jaremczuk oraz francuski projektant mody Jean-Paul Gaultier, który zaprosił Wurst na zamknięcie jednego z jego lipcowych pokazów kolekcji kreacji haute couture.
Rosyjski krytyk muzyczny Siergiej Sosiedow zrecenzował występ artysty jako „mający przewagę nad prezentacjami innych wokalistek z Eurowizji w zakresie kompozycji muzycznej, w kategorii piękna, kobiecości i subtelności”. Anna Rulewskaja z portalu internetowego Slon.ru przyznała, że Wurst „niszczy stereotypy (i nie tylko te dotyczące płci) (...) walczy o wolność osobistą i wyrażania siebie bez żadnych uwarunkowań (...), wzywa do tolerancji i humanizmu”.

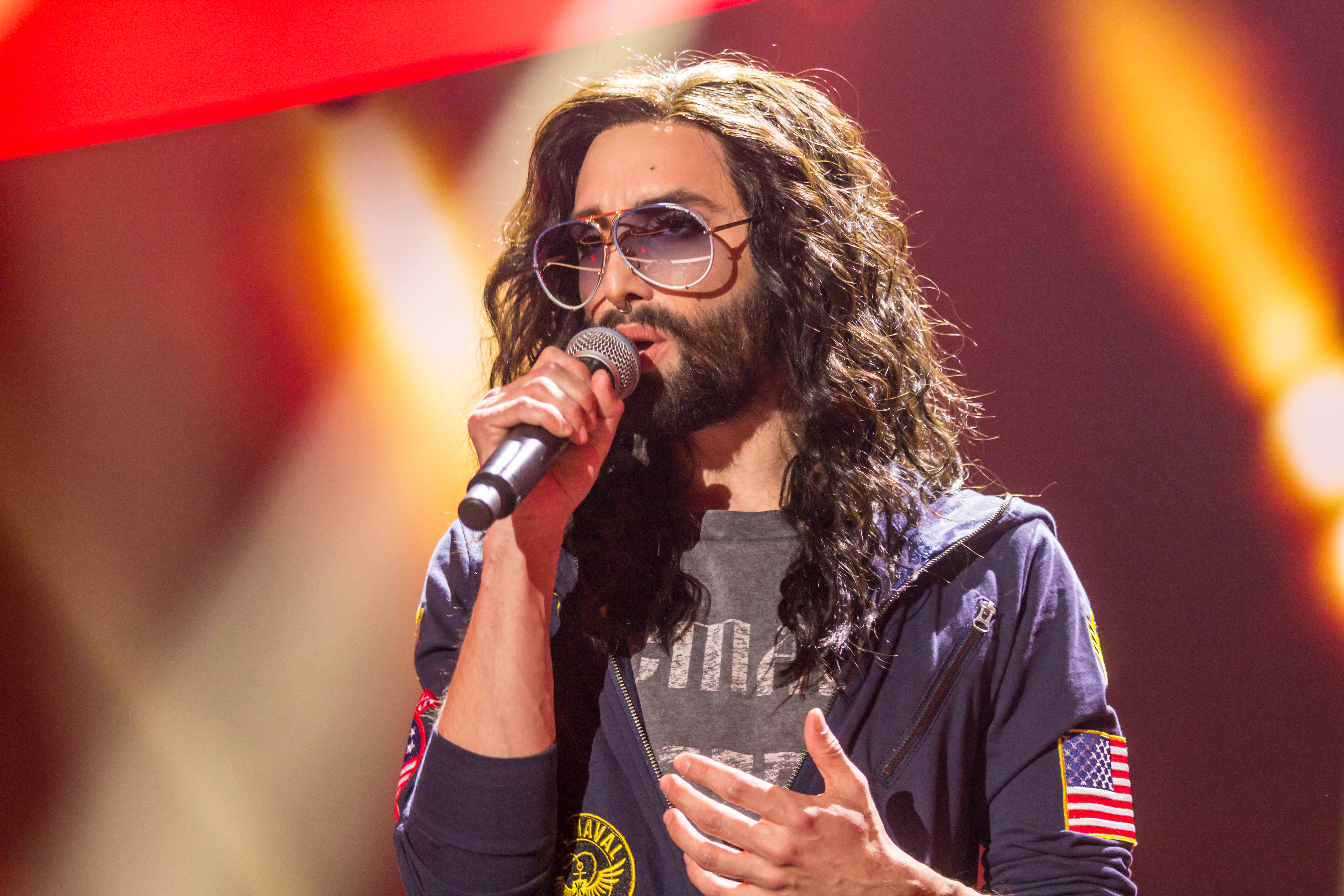
Wurst podczas koncertu Unser Song (2017)

W obronie Wurst stanęli także politycy lewicowi i osobistości telewizyjne o poglądach liberalnych. Prezydent Austrii Heinz Fischer przyznał, że zwycięstwo Wurst to „wygrana nie tylko dla kraju, ale przede wszystkim dla różnorodności i tolerancji w Europie”. Tadeusz Ross z Platformy Obywatelskiej skrytykował negatywne komentarze na temat artysty słowami: Słowa te są nie tylko krzywdzące dla osób nieheteronormatywnych, ale też zupełnie nietrafnie diagnozują sytuację naszego kontynentu., błędnie nie rozróżnił jednak postaci drag queen od osoby transseksualnej, twierdząc: Odmawiając prawa do godności osobom transseksualnym zaprzeczamy (...) zasadzie równości. Działaczka społeczna Magdalena Środa uznała Wurst za „osobę, która jest uosobieniem tego, co ceni Europa oraz Polacy opuszczający nasz kraj: wolności osobistej, swobody twórczej, tolerancji, uznania inności, odrzucenia stereotypów”, a Barbara Nowacka ze stowarzyszenia Europa Plus Twój Ruch oceniła wygraną jako „dążenia do wolności i emancypacji”. Michał Wiśniewski, lider zespołu Ich Troje i dwukrotny reprezentant Polski na Eurowizji, stwierdził, że „trzeba mieć odrobinę dystansu do siebie i Eurowizji”.

## Dyskografia
- 2015: Conchita
- 2018: From Vienna with Love
- 2019: Truth Over Magnitude